# Lush Life
"Lush Life" é uma canção da artista musical sueca Zara Larsson, contida em seu segundo álbum de estúdio So Good (2017). A faixa foi escrita por Emanuel Abrahamsson, Markus Sepehrmanesh, Linnea Södahl, Fridolin Walcher, Christoph Bauss e Iman Conta Hultén, sendo produzida por Freedo e Shuko. O seu lançamento como o primeiro single do disco ocorreu em 5 de junho de 2015, através das gravadoras Epic e TEN.

## Recepção
A canção recebeu críticas favoráveis após seu lançamento. Nolan Feeney, da revista Time, disse que Larsson conseguiu fazer o estilo de Rihanna, completando: "Misturando o island-pop dos primeiros dias de Rihanna com uma linha de baixo pulsante a par com 'Fancy', 'Lush Life' é a música do verão que nunca foi uma pista tão recheada de ganchos, os quais os reais refrões da canção nem sequer chegam até após a marca de dois minutos". A canção também foi resenhadea por Trident Media, a qual comentou que "a jóia electro-pop apresenta um riff de guitarra deliciosa, baixo afiado e sintetizadores vertiginosos, culminando com uma produção fantástica". Nora-Tol, do website Kurrent Music, disse que já sabia que não era Rihanna que cantava a música, pois "o conceito global da canção é mais fraca, do que eu poderia esperar de Rihanna, nesta fase da sua carreira. As letras são um pouco doce demais, eu acho, para Rihanna". A canção também conseguiu ficar na décima oitava posição da lista das 25 melhores canções de 2015, feita pela Trendio.

## Faixas e formatos
| Download digital |             |         |  |
| N.º              | Título      | Duração |  |
| 1.               | "Lush Life" | 3:21    |  |

| CD single |                                |         |  |
| N.º       | Título                         | Duração |  |
| 1.        | "Lush Life"                    | 3:22    |  |
| 2.        | "Lush Life" (Alex Adair Remix) | 3:34    |  |

| Download digital (Zac Samuel Remix) |                                           |         |  |
| N.º                                 | Título                                    | Duração |  |
| 1.                                  | "Lush Life" (Zac Samuel Remix) (Extended) | 5:17    |  |

| EP de remixes |                                           |         |  |
| N.º           | Título                                    | Duração |  |
| 1.            | "Lush Life" (Alex Adair Remix)            | 3:34    |  |
| 2.            | "Lush Life" (Zac Samuel Remix) (Extended) | 5:17    |  |

| Download digital (remix com Tinie Tempah) |                                                  |         |  |
| N.º                                       | Título                                           | Duração |  |
| 1.                                        | "Lush Life" (com Tinie Tempah)                   | 3:20    |  |
| 2.                                        | "Lush Life" (com Tinie Tempah) (Dancehall Remix) | 3:43    |  |

| Download digital (versão acústica) |                               |         |  |
| N.º                                | Título                        | Duração |  |
| 1.                                 | "Lush Life" (versão acústica) | 3:22    |  |

## Desempenho nas tabelas musicais
| Tabela musical (2015–16)                               | Melhor posição |
| ------------------------------------------------------ | -------------- |
| Alemanha (Media Control Charts)                        | 4              |
| Austrália (ARIA Charts)                                | 4              |
| Áustria (Ö3 Austria Top 40)                            | 2              |
| Bélgica (Ultratop 50 de Flandres)                      | 2              |
| Bélgica (Ultratop 40 da Valônia)                       | 11             |
| Canadá (Canadian Hot 100)                              | 53             |
| Dinamarca (Tracklisten)                                | 2              |
| Escócia (The Official Charts Company)                  | 3              |
| Espanha (Productores de Música de España)              | 8              |
| Eslováquia (IFPI Slovenská Republika)                  | 14             |
| Estados Unidos (Billboard Hot 100)                     | 75             |
| Estados Unidos (Pop Songs)                             | 39             |
| Finlândia (IFPI Finlândia)                             | 6              |
| França (Syndicat National de l'Édition Phonographique) | 16             |
| Hungria (Magyar Hanglemezkiadók Szövetsége)            | 5              |
| Irlanda (Irish Recorded Music Association)             | 2              |
| Israel (Media Forest)                                  | 2              |
| Itália (Federazione Industria Musicale Italiana)       | 20             |
| Luxemburgo (Luxembourg Digital Songs)                  | 4              |
| México (Mexico Inglés Airplay)                         | 1              |
| Noruega (VG-lista)                                     | 2              |
| Nova Zelândia (NZ Top 40 Singles)                      | 12             |
| Países Baixos (MegaCharts)                             | 3              |
| Polônia (Związek Producentów Audio Video)              | 3              |
| Reino Unido (UK Singles Chart)                         | 3              |
| Chéquia (IFPI Česká Republika)                         | 14             |
| Suécia (Sverigetopplistan)                             | 1              |
| Suíça (Schweizer Hitparade)                            | 3              |
| União Europeia (Euro Digital Songs)                    | 7              |

| Tabela musical (2015)             | Posição |
| --------------------------------- | ------- |
| Alemanha (Media Control Charts)   | 56      |
| Bélgica (Ultratop 50 de Flanders) | 67      |
| Dinamarca (Tracklisten)           | 19      |
| Países Baixos (MegaCharts)        | 36      |
| Suécia (Sverigetopplistan)        | 11      |

| País (Empresa)             | Certificação |
| -------------------------- | ------------ |
| Alemanha (BVMI)            | Platina      |
| Austrália (ARIA)           | 3× Platina   |
| Áustria (IFPI Áustria)     | Ouro         |
| Bélgica (BEA)              | Platina      |
| Dinamarca (IFPI Dinamarca) | 2× Platina   |
| Espanha (PROMUSICAE)       | 2× Platina   |
| Itália (FIMI)              | 2× Platina   |
| Nova Zelândia (RMNZ)       | 2× Platina   |
| Noruega (IFPI Noruega)     | 3× Platina   |
| Polônia (ZPAV)             | 4× Platina   |
| Reino Unido (BPI)          | Platina      |
| Suécia (GLF)               | 6× Platina   |

## Histórico de lançamento
| País           | Data                    | Formato                                   | Gravadora(s) |
| -------------- | ----------------------- | ----------------------------------------- | ------------ |
| Suécia         | 5 de junho de 2015      | Download digital                          | Epic, TEN    |
| Austrália      | 9 de junho de 2015      | Download digital                          | Epic, TEN    |
| Estados Unidos | 9 de junho de 2015      | Download digital                          | Epic, TEN    |
| Reino Unido    | 9 de junho de 2015      | Download digital                          | Epic, TEN    |
| Estados Unidos | 20 de outubro de 2015   | Rádios mainstream (lançamento original)   | Epic         |
| Alemanha       | 20 de novembro de 2015  | CD single                                 | Epic, TEN    |
| Reino Unido    | 5 de fevereiro de 2016  | Rádios mainstream                         | Epic, TEN    |
| Austrália      | 26 de fevereiro de 2016 | Download digital (remix com Tinie Tempah) | Epic, TEN    |
| Reino Unido    | 26 de fevereiro de 2016 | Download digital (remix com Tinie Tempah) | Epic, TEN    |
| Suécia         | 26 de fevereiro de 2016 | Download digital (remix com Tinie Tempah) | Epic, TEN    |
| Reino Unido    | 4 de março de 2016      | EP de remixes                             | Epic, TEN    |
| Austrália      | 1º de abril de 2016     | Download digital (versão acústica)        | Epic, TEN    |
| Reino Unido    | 1º de abril de 2016     | Download digital (versão acústica)        | Epic, TEN    |
| Suécia         | 1º de abril de 2016     | Download digital (versão acústica)        | Epic, TEN    |
| Estados Unidos | 20 de junho de 2016     | Rádios Hot AC                             | Epic         |
| Estados Unidos | 21 de junho de 2016     | Rádios mainstream (relançamento)          | Epic         |